# Cantonul Envermeu
Cantonul Envermeu este un canton din arondismentul Dieppe, departamentul Seine-Maritime, regiunea Haute-Normandie, Franța.

## Comune
| Comune                     | Populație (1999) | Cod poștal | Cod INSEE |
| -------------------------- | ---------------- | ---------- | --------- |
| Assigny                    | 306              | 76630      | 76027     |
| Auquemesnil                | 245              | 76630      | 76037     |
| Avesnes-en-Val             | 268              | 76630      | 76049     |
| Bailly-en-Rivière          | 498              | 76630      | 76054     |
| Bellengreville             | 397              | 76630      | 76071     |
| Biville-sur-Mer            | 534              | 76630      | 76098     |
| Brunville                  | 217              | 76630      | 76145     |
| Dampierre-Saint-Nicolas    | 483              | 76510      | 76210     |
| Douvrend                   | 465              | 76630      | 76220     |
| Envermeu                   | 2 006            | 76630      | 76235     |
| Freulleville               | 335              | 76510      | 76288     |
| Glicourt                   | 191              | 76630      | 76301     |
| Gouchaupre                 | 152              | 76630      | 76310     |
| Greny                      | 105              | 76630      | 76326     |
| Guilmécourt                | 241              | 76630      | 76337     |
| Les Ifs                    | 43               | 76630      | 76371     |
| Intraville                 | 198              | 76630      | 76376     |
| Meulers                    | 395              | 76510      | 76437     |
| Notre-Dame-d'Aliermont     | 538              | 76510      | 76472     |
| Penly                      | 355              | 76630      | 76496     |
| Ricarville-du-Val          | 107              | 76510      | 76526     |
| Saint-Aubin-le-Cauf        | 747              | 76510      | 76562     |
| Saint-Jacques-d'Aliermont  | 325              | 76510      | 76590     |
| Saint-Martin-en-Campagne   | 1 000            | 76370      | 76618     |
| Saint-Nicolas-d'Aliermont  | 3 862            | 76510      | 76624     |
| Saint-Ouen-sous-Bailly     | 187              | 76630      | 76630     |
| Saint-Quentin-au-Bosc      | 88               | 76630      | 76643     |
| Saint-Vaast-d'Équiqueville | 562              | 76510      | 76652     |
| Sauchay                    | 392              | 76630      | 76665     |
| Tourville-la-Chapelle      | 468              | 76630      | 76704     |